# Xenimpia clenchi
Xenimpia clenchi là một loài bướm đêm trong họ Geometridae.